# Carl Heyland
Carl Ludwig Heyland (auch Karl; * 28. Juni 1889 in Münster; † 11. Februar 1952 in Leihgestern bei Gießen) war einer der namhaftesten deutschen Staats- und Beamtenrechtler am Ende der Weimarer Republik, während der NS-Diktatur und in der frühen Nachkriegszeit.

## Leben
Nach dem Abitur in Wetzlar studierte Heyland von 1907 bis 1910 Rechtswissenschaften an den Universitäten München, Gießen und Marburg. Er wurde am 26. März 1913 in Gießen promoviert. Im Anschluss an eine kurze Tätigkeit als Zivilrichter entschied er sich für die Wissenschaft. Er wurde am 16. Mai 1923 an der Universität Gießen für Staats- und Verwaltungsrecht habilitiert. Neben der Tätigkeit als Privatdozent war Heyland – wohl aus finanziellen Gründen – als Rechtsanwalt in Frankfurt am Main tätig. Am 20. April 1929 wurde er nichtbeamteter außerordentlicher Professor, am 14. Oktober 1939 außerplanmäßiger Professor und am 2. Oktober 1941 ordentlicher Professor, jeweils in Gießen. Als Wissenschaftler war Heyland im Völkerrecht, im Staatsrecht und im Verwaltungsrecht ausgewiesen. Sein Hauptgebiet wurde das Beamtenrecht, das er insgesamt monographisch darstellte.
Während des NS-Regimes war Heyland Mitglied im Unterausschuss Beamtenrecht der Akademie für Deutsches Recht (1934). Zum 1. Mai 1933 trat er der NSDAP bei (Mitgliedsnummer 2.402.335). Er fungierte ab 1933 als Schriftleiter der Zeitschrift für Beamtenrecht, dann ab 1936/37 der Zeitschrift für Beamten- und Behördenangestelltenrecht. Von etwa der Mitte der Diktatur an publizierte er nicht mehr, ein Akt bewusster Abstinenz. Heyland hielt Distanz. Er vertrat als Rechtsanwalt z. B. den ehemaligen SPD-Reichstagsabgeordneten Christian Stock (nach dem Krieg hessischer Ministerpräsident). Am 14. Mai 1946 wurde er von der amerikanischen Militärregierung entlassen. Die Spruchkammer Gießen entlastete Heyland im Entnazifizierungsverfahren (1948), er habe „nach Maß seiner Kräfte Widerstand geleistet“.

## Schriften (Auswahl)
- Die Rechtsstellung der besetzten Rheinlande, in: Stier-Somlo: Handbuch des Völkerrechts II/7, 1923.
- Zur Lehre von der staatsrechtlichen Stellung der Reichsratsmitglieder nach dem deutschen Reichs- und Landesstaatsrecht, 1927; zu diesem Thema auch in: Anschütz/Thoma: Handbuch des Deutschen Staatsrechts I. 1930, § 48.
- Die Rechtsgültigkeit von Zusicherungen nach deutschem und preussischem Beamtenrecht, 1932.
- Das Deutsche Beamtenrecht, eine systematische Darstellung, 1938.
- Das Widerstandsrecht des Volkes gegen verfassungswidrige Ausübung der Staatsgewalt, 1946.
- Das Berufsbeamtentum im neuen demokratischen Staat, 1949.